# Anlauter
Die Anlauter ist ein etwa 29 Kilometer langer Nebenfluss der Schwarzach auf der Fränkischen Alb in Bayern im Naturpark Altmühltal.

## Etymologie
Die Anlauter wurde 1304 als Laynlautter erstmals erwähnt. 1417 hieß der Bach Leinlauter, 1540 Lautra und 1568 Lain lautra. 1796 wurde der Fluss erstmals als Anlauter bezeichnet; 1832 hatte sich der Flussname zu Einlauter verändert. Das Grundwort lūtar kommt aus dem Althochdeutschen und bedeutet so viel wie lauter, klar, rein. Das Bestimmungswort lei(n) ist vermutlich auf das mittelhochdeutsche Wort lei oder leie zurückzuführen, was etwa Fels, Stein, auch Schiefer heißen kann.

## Geografie

### Verlauf
Die Anlauter entfließt hundert Meter östlich von Geyern dem Zeiselweiher, einem als Naturdenkmal ausgewiesenen Weiher von etwa 420 Quadratmetern Fläche. Sie zieht in vorwiegend südöstlicher bis östlicher Richtung durch den Naturpark Altmühltal und läuft bei Kinding – kurz vor deren eigener Mündung in die Altmühl – von rechts und zuletzt Süden der Schwarzach zu.
Das Anlautertal ist von der Quelle bis Nennslingen als weitläufiges Wiesental ausgebildet und weist danach relativ steile Talhänge auf, die zwischen Nennslingen und Bechthal mit ausgedehnten Kalkmagerrasen bedeckt sind. Das naturnahe, fast in seinem gesamten Verlauf naturbelassene Flussgewässer kann dank der starken Mäanderbildung im Oberlauf große Wassermengen zurückhalten und dient so dem Hochwasserschutz flussabwärts liegender Gebiete. Die Wasserqualität ist relativ gut; nach den Einleitungen aus den Kläranlagen zeigt die Anlauter eine hohe Selbstreinigungskraft, verbessert sich also im Weiterfluss von selbst. Ufergehölze sind vor allem Erlen und Weiden.
Bei Bechthal speist die Anlauter zusammen mit kleineren Quellen den Bechthaler Weiher, einen kleinen Landschaftssee, der 1977 im Zuge der Flurbereinigung angelegt wurde.

### Zuflüsse
- Aschbach (rechts)
- Hirschgraben (rechts)
- Erlenbach (links)
- Bartalbrunnen (rechts)
- Eichental (Trockental, rechts)
- Altenwassertal (Trockental, links)
- Erzwäschebach (rechts)
- Weißling[5] (rechts)
- Morsbach (links)
- Bach aus dem Blaubrunnen (rechts)
- Hafenbrunnenbach[6] (links)

Bedeutendste Zuflüsse der Anlauter sind der Erlenbach und der Morsbach.

### Orte am Lauf
Orte von der Quelle zur Mündung. Nur die am tiefsten eingerückten Namen bezeichnen Orte und Siedlungsplätze am Lauf, jeweils eine Stufe weniger weit eingerückt stehen die Gemeinden und Kreise, zu denen sie gehören
- Landkreis Weißenburg-Gunzenhausen
  - Gemeinde Bergen
    - Geyern (Kirchdorf, Quellort)

  - Gemeinde Burgsalach
    - (ohne Besiedlung am Lauf, rechter Gebietsanlieger)

  - Markt Nennslingen
    - Schwabenmühle (Einöde, links)
    - Nennslingen (Hauptort)
    - Panzermühle (Einöde)
    - Steinmühle (Einöde)
    - Kohlmühle (links)
    - Gersdorf (Kirchdorf)

  - Gemeinde Raitenbuch
    - Bergmühle (links, zu Bechthal)
    - Bechthal (Kirchdorf rechts)
- Landkreis Eichstätt
  - Markt Titting
    - Aichmühle (Einöde, rechts)
    - Bürg (Weiler, rechts)
    - Hornmühle (Einöde)
    - Tafelmühle (Einöde, rechts)
    - Obermühle (Einöde, links)
    - Titting (Hauptort)
    - Sammühle (Einöde, rechts)
    - Ablaßmühle (Einöde, rechts)
    - Emsing (Pfarrdorf, links)
    - Altdorf (Pfarrdorf)
    - Furtmühle (Einöde, rechts)

  - Markt Kinding
    - Erlingshofen (Kirchdorf, links)
    - Schafhausen (Dorf, rechts)
    - Schafhausermühle (Einöde, links)
    - Eibwang (Einöde, links)
    - Schlößlmühle (Einöde, links)
    - Enkering (Pfarrdorf, überwiegend links)